# Liste der Kulturdenkmäler in Ippesheim (Nahe)
In der Liste der Kulturdenkmäler in Ippesheim sind alle Kulturdenkmäler im Stadtteil Ippesheim der rheinland-pfälzischen Stadt Bad Kreuznach aufgeführt. Grundlage ist die Denkmalliste des Landes Rheinland-Pfalz (Stand: 2. August 2023).

## Einzeldenkmäler
| Bezeichnung                 | Lage                        | Baujahr                | Beschreibung | Bild |
| --------------------------- | --------------------------- | ---------------------- | --- | ---- |
| Wohnhaus                    | Ernst-Ludwig-Straße 1 Lage  | 1891                   | Eckwohnhaus, Ziegelbau, 1891, eingeschossige Ökonomie, 1888                                                           | BW   |
| Wohnhaus                    | Ernst-Ludwig-Straße 4 Lage  | 18. Jahrhundert        | Wohnhaus, teilweise Fachwerk, 18. Jahrhundert                                                                         | BW   |
| Wohnhaus                    | Ernst-Ludwig-Straße 13 Lage | 18. Jahrhundert        | Wohnhaus, teilweise Fachwerk (teilweise verputzt), 18. Jahrhundert                                                    | BW   |
| Wohnhaus                    | Falkensteinstraße 1 Lage    | spätes 18. Jahrhundert | Eckwohnhaus, teilweise Fachwerk (teilweise verputzt), wohl aus dem späten 18. Jahrhundert, ehemalige Scheune, um 1900 | BW   |
| Evangelische Christuskirche | Frankfurter Straße 2 Lage   | 1892                   | zweigeschossiger Saalbau, Kleinquadermauerkwerk, 1892, Architekt Karl Schwartze, Darmstadt                            | BW   |
| Wohnhaus                    | Frankfurter Straße 8 Lage   | nach 1900              | eineinhalbgeschossiges Wohnhaus, Gelbziegelbau, kurz nach 1900                                                        | BW   |